# Ostrów (powiat bialski)
Ostrów – wieś w Polsce położona w województwie lubelskim, w powiecie bialskim, w gminie Janów Podlaski.
W latach 1975–1998 miejscowość należała administracyjnie do województwa bialskopodlaskiego.
Wieś jest sołectwem w gminie Janów Podlaski. Według Narodowego Spisu Powszechnego z roku 2011 wieś liczyła 192 mieszkańców.
Wierni Kościoła rzymskokatolickiego należą do parafii Trójcy Świętej w Janowie Podlaskim.

## Historia
Historia Ostrowa związana jest z Janowem Podlaskim. W Monografii Powiatu Bialskiego autorstwa Bolesława Górnego czytamy: "Z dokumentu donacyjnego W. Ks. Litewskiego Witolda z roku 1423 dowiadujemy się, że pierwotnie była tu istniejąca już dawniej, wieś Porchów (przp. obecnie Janów Podlaski), którą książę ten wraz z licznymi posiadłościami z obu stron rzeki Bugu- darował łuckiemu Kościołowi katedralnemu - za rządów pierwszego biskupa łuckiego obrządku rzymsko- katolickiego Andrzeja ze Spławki czyli Spławskiego. Dobra ofiarowane kościołowi łuckiemu były olbrzymie i składały się na terenie obecnego powiatu bialskiego z dwóch kluczy, nie licząc kluczy za Bugiem, a mianowicie: 1) klucza Janowskiego, który obejmował Janów z folwarkiem, wieś Pawłów, Buczyce, Bubel, Wieliczkowo, Kostary, Siwki, Ostrów , Werchliś, Klonownicę, Wójtowstwo i Zaborek i 2) klucza litewnickiego (...)" 
Słownik geograficzny Królestwa Polskiego i innych krajów słowiańskich, Tom VII, na stronie 701 podaje:
"40.) O., wś, pow. konstantynowski, gm. Pawłów, par. Janów, ma 44dm., 312 mk., ziemi 1245 mr. W 1827 r. było tu 34 dm., 172 mk." 